# Laurent Obertone
Laurent Obertone (10 aprile 1984) è uno scrittore e giornalista francese.
Ha scritto libri che i media francesi descrivono come reazionari. Il suo primo libro, "La France Orange mécanique" è diventato un bestseller nel 2013. È noto per la sua trilogia di romanzi Guérilla (2016–2022), che parla della guerra civile in Francia.

## Vita
Il nome Laurent Obertone è uno pseudonimo che l'autore ha iniziato ad utilizzare nel 2010 quando scriveva per la rivista online Ring. Lo stesso anno, il romanziere Michel Houellebecq suscitò reazioni mediatiche invitando Obertone a una cena con il presidente Nicolas Sarkozy al Palazzo dell'Eliseo, dopo la vittoria del Prix Goncourt di Houellebecq per La mappa e il territorio. Obertone ha ricevuto maggiore attenzione nel 2013 quando il suo libro La France Orange mécanique (trad. Arancia meccanica Francia) è diventato un bestseller. Il libro parla della crescente violenza in Francia, che Obertone collega all'immigrazione e chiama "il selvaggio" (francese: l'ensauvagement) del paese. È stato seguito da diversi libri, tra cui La France Big Brother del 2015 (trad. The Big Brother France), un'analisi critica di come è governata la Francia che L'Express ha descritto come "reazionaria" e "sessista". 
Gli scritti di Obertone hanno avuto un impatto sull'estrema destra francese, sulla destra tradizionale, e su alcuni ministri del governo nei gabinetti di Édouard Philippe e Jean Castex.
Obertone ha scritto una trilogia di romanzi intitolata Guérilla (2016-2022), che parla di come potrebbe scoppiare la guerra civile in Francia, stimolata dai social media e dai giornalisti mainstream. I romanzi divennero bestseller.
Insieme a Papacito, Marsault e Laura Magné, ha co-fondato la rivista trimestrale di satira La Furia. Il primo numero è stato pubblicato nel gennaio 2022 e ha venduto 60.000 copie.

## Opere

### Saggistica
- France Mechanical Orange, Paris, Éditions Ring, 2013, ISBN 979-10-91447-03-4
- Utøya, Paris, Éditions Ring, 2013, ISBN 978-1-09-144708-0
- France Big Brother, Paris, Éditions Ring, 2015, ISBN 979-10-95776-01-7
- The Devil in the Sky, Paris, Éditions Ring, 2017, ISBN 979-10-91447-68-3
- Forbidden France, Paris, Éditions Ring, 2018, ISBN 9791091447812
- In Praise of Strength: Reversing History, Paris, Éditions Ring, 2020
- Game Over: The anti-political revolution, Paris, Éditions Magnus, 2022, ISBN 978-2-38422-000-7

### Romanzi
- Guerrilla [fr], Paris, Éditions Ring, 2016, ISBN 979-10-91447-49-2
- Guerrilla: The time of the barbarians, Paris, Éditions Ring, 2019[15]
- Guerrilla: the last fight, Éditions Magnus, 2022, ISBN 978-2384220083